# Monochoria brevipetiolata
Monochoria brevipetiolata là một loài thực vật có hoa trong họ Pontederiaceae. Loài này được Verdc. mô tả khoa học đầu tiên năm 1961.